# Sílvia Riva González
Sílvia Riva González (Andorra, 18 de març de 1979) és una oficial de notaria i política andorrana, ministra de cultura i esports andorrana entre 2019 i 2023.
Llicenciada en dret i ciències polítiques per la Universitat Pompeu Fabra de Barcelona, i màster en dret andorrà per la Universitat d'Andorra. El 2001 va retornar a Andorra i va fundar la secció de joventut del Partit Liberal d'Andorra (PLA). Va presentar-se a les eleccions municipals, on no va arribar a regidora per 52 vots. Durant més de 10 anys va treballar en una notaria. Entre 2005 i 2009 va treballar en les tasques d'assessorament al grup parlamentari liberal. El 2009 es va retirar temporalment de la vida pública després del naixement de la seva filla.
El 2011 va tornar a la política activa i va ser escollida membre del Consell General constituent d'Andorra la Vella a les eleccions legislatives. Al Consell, fou Presidenta de la Comissió Legislativa d'Interior i Membre de la Comissió Permanent.
El 2019 es va presentar amb Enric Tarrado com a candidata de Demòcrates per Andorra per Andorra la Vella. El 30 de maig de 2019 fou nomenada Ministra de Cultura i Esports, dins del govern tripartit liderat per Xavier Espot, on set de les 12 carteres són taronges, quatre liberals i una de Ciutadans Compromesos.

## Distincions honorífiques
- Presidenta ordinària (Gran Canceller) de l'Orde de Carlemany, Principat d'Andorra (2019-actualitat).